# Claude Gallay
Claude Gallay (1930) è stato un cestista francese.

## Carriera
Con la Francia ha disputato i Campionati europei del 1953, segnando 26 punti in 6 partite.